# Multishow ao Vivo: Dois Quartos
Multishow ao Vivo: Dois Quartos é o segundo álbum ao vivo e o quarto DVD da cantora brasileira Ana Carolina, lançado em 2008. O álbum marca a estreia do próprio selo da cantora, a Armazém Produções.
Gravado para a série Multishow ao Vivo em 24 e 25 de novembro de 2007 no Credicard Hall, São Paulo, o show reúne sucessos do álbum Dois Quartos, duas canções inéditas e a regravação de "Três", de Marina Lima. O show também foi polêmico por trazer palavrões e expressões de cunho sexual obscenas, nas músicas ''Cantinho'' e ''Eu sou melhor que você''.
O projeto original do álbum previa três shows, realizados nos dias 23, 24 e 25 de novembro de 2007. O primeiro show não foi gravado. No último show, por sua vez, a canção "Garganta" e um remix de "Rosas" não foram incluídos no álbum.
A versão em DVD traz nos extras uma entrevista com a cantora, o making of do show e comentários da cantora sobre as faixas. O CD vendeu mais de 100 mil no Brasil, sendo certificado de platina. Já o DVD vendeu mais de 100 mil cópias sendo certificado de 2x Platina.

## Faixas

### CD
1. Cantinho / Fever / Eu sou melhor que você
2. Eu comi a Madonna
3. Rosas
4. Tolerância
5. Carvão
6. Eu que não sei quase nada do mar
7. Nada te faltará
8. O cristo de madeira
9. Texto / É isso aí (The blower's daughter)
10. Ruas de outono
11. Aqui / Quem de nós dois (La mia storia tra le dita)
12. Milhares de sambas
13. Cabide
14. Um edifício no meio do mundo
15. Vai

### DVD
1. Cantinho / Fever / Eu sou melhor que você
2. Eu comi a Madonna
3. Rosas
4. Tolerância
5. Carvão
6. Eu que não sei quase nada do mar
7. Confesso / Trancado / Nua / Pra rua me levar / Encostar na tua
8. Nada te faltará
9. O Cristo de madeira
10. Texto / É isso aí (The blower's daughter)
11. Ruas de outono
12. Aqui
13. Quem de nós dois (La mia storia tra le dita)
14. Três
15. Manhã / Sinais de fogo
16. Um edifício no meio do mundo
17. Milhares de sambas
18. Cabide
19. Chevette
20. 1.100,00 (Nega marrenta)
21. Notícias populares
22. Uma louca tempestade
23. Elevador (Livro de esquecimento)
24. Eu comi a Madona (remix) (feat. DJ Zé Pedro)
25. Vai (faixa bônus)

## Banda
- Ana Carolina: voz, guitarra, violão, pandeiro, baixo e piano
- Bruno Migliari: baixo elétrico
- Vinícius Rosa: guitarra e violão
- Jorginho Gomes: bateria e percussão
- Sacha Amback: teclados
- Leonardo Reis e Emerson Taquari: percussão
- Jussara Lourenço e Jurema Lourenço: vocais de apoio